# Zabiele (Basse-Silésie)
Pour les articles homonymes, voir Zabiele.
Zabiele est une localité polonaise de la gmina de Kotla, située dans le powiat de Głogów en voïvodie de Basse-Silésie.